# Fliș

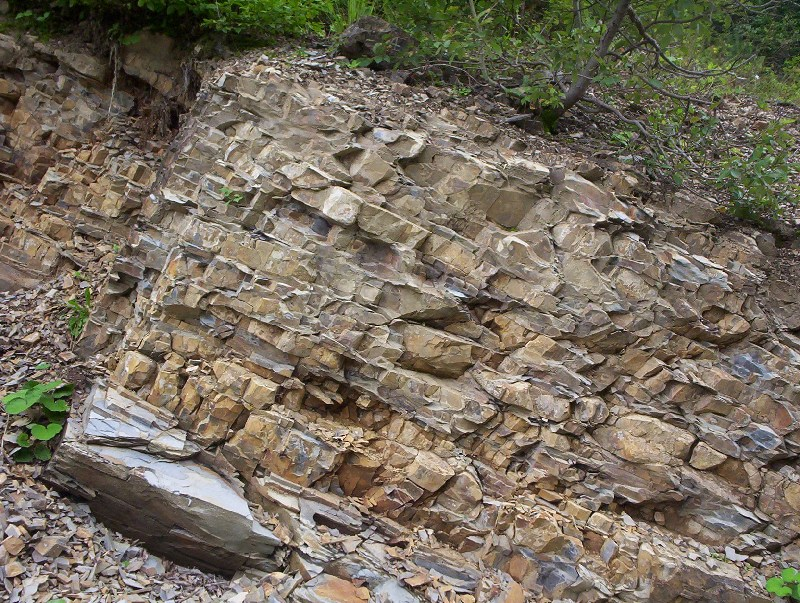
Fliş în Carpaţi

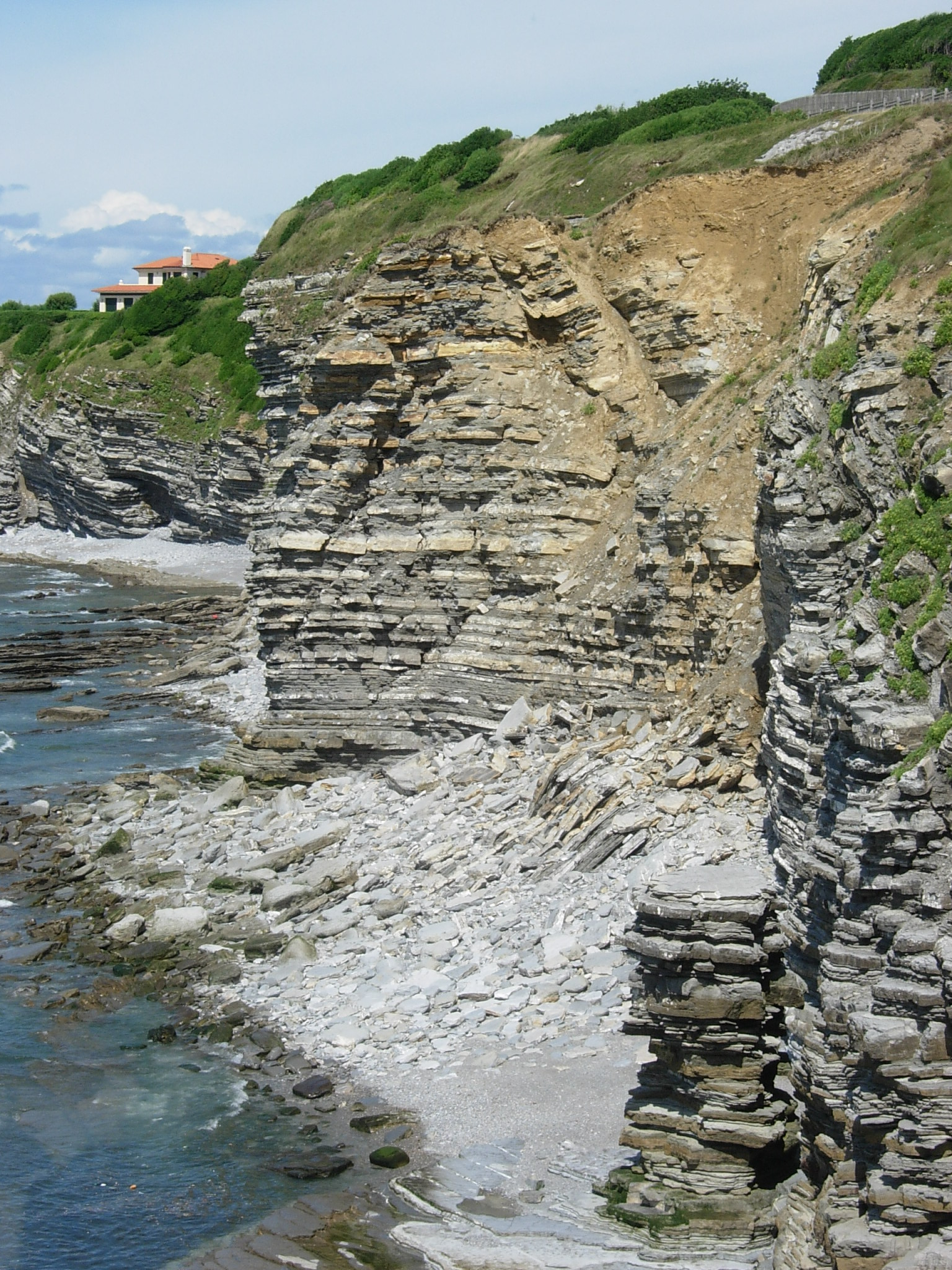
Faleză de fliș din Saint Jean de Luz.

Fliș este un ansamblu de terenuri constituite din conglomerate, gresii, argilă și marnă, sedimentate într-o mare în timpul când fundul acesteia se găsea într-o continuă ridicare spre a deveni un lanț muntos. Flișul este de obicei depozitat în momentele inițiale ale orogenezei.

## Proprietăți fizice
Datorită proprietăților sale fizice, precum eroziune la apă relativ rapidă, relieful de fliș este modelat puternic de râuri și torente. Straturile de fliș au o permeabilitate scăzută, rezultând în inundații și alunecări de teren frecvente în timpul ploilor torențiale. Fertilitea solului, rezultate din baza flișului este, de asemenea, relativ scăzută.

## Proprietăți sedimentare
Flișul constă din straturi sedimentare repetate cu granulație progresivă mai fină în partea superioară. În partea de jos a fiecarui ciclu se aglomerează brecii sau conglomerate, care gradual se transformă în părțile superioare în gresii și șisturi sau lut pietrificat. În mod tipic flișul are secvențe ritmice de șisturi intercalate cu straturi de gresie subțire, dură și închisă la culoare. Șisturile nu conțin multe fosile, iar șisturile mai groase conțin ades mică și glauconit.
Flișul se formează în zone marine de mare adâncime, în zone liniștite și cu nivel minim de energie depozitadă. Straturile mai grosiere (care necesitǎ mai multă energie) sunt întreruperi  în aceste circumstanțe, cauzate de scurgeri provenind din alte formațiuni. În multe cazuri aceste scurgeri sunt prezente ca turbite.
În ceea ce privește dimensiunea particulelor, flișului se împarte în:
- proximal, cu aspect mai aspru, apare la marginile bazinului în apropierea surselor de nămol, este compus din bolovani și bucăți de dimensiuni mari, care sunt nesortate de transport
- distal, care este mai moale, apare în regiunile centrale ale bazinului și particulele sale sunt foarte fine

## Proprietăți tectonice
Depozitele de fliș se formează la marginea plăcilor convergente în stagiul coliziunii continentale, de obicei în reminiscențele de bazine oceanice. Materialele sedimentare din fliș sunt un produs al formării munților și sunt depozitate de-a lungunl axei noului lanț muntos în bazinele oceanice rămase. Același bazin oceanic este într-un proces de subducție sub marginea orogenezei. Pe măsură ce subducția continuă, depozitele de fliș sunt înlăturate de pe placa oceanica care se scufundă și sunt adăugate pe marginea plăcii superioare. Ca rezultat, aceste depozite sunt adesea deformate.

## Etimologie
Cuvîntul fliș (pl. flíșuri) a fost introdus în literatura geologică de geologul elvețian Bernhard Studer în 1827. Studer a folosit termenul pentru a defini structuri din munții Alpi. Numele provine din cuvântul german fliessen, care se traduce prin a curge, pentru ca Studer credea ca flișul era depozitat de către râuri. Dovada că flișul este de fapt un sediment adânc marin a venit mai târziu.

## Locații
În România, depozitele de fliș sunt larg răspândite în Carpații Orientali (la nivelul Cret. și Paleog.) în Munții Apuseni (în Metaliferi și Trascău la nivelul Cret.) și în munții Dobrogei în zona „șisturilor verzi” (la nivelul Assynticului). Depozite bine cunoscute de fliș pot fi găsite în munții Pirinei, în regiuni tectonice similare din Italia, din Balcani și din Cipru. În Alpii nordici, flișul este de asemenea o unitate litostratigrafică.